# Crocina
La Crocina, en anglès: Crocin és un carotenoide natural que es troba a les flors dels safrans (Crocus) i les de la gardènia. És un dièster format del disacàrid gentiobiosa i de l'àcid discarboxílic crocetina. Té un color vermell fosc i forma cristalla amb un punt de fusió de 186 °C. Dissolt en aigua forma una solució de color taronja.
La crocina és e principal ingredient químic responsable del color de l'espècia del safrà.

## Efectes fisiològics
S'ha demostrat que la crocina és un antioxidant neuronal potent. també s'ha demostrat que, in vitro, té acció contra les cèl·lules del càncer. Sobre l'activitat contra la depressió clínica en ratolins les evidències són limitades i humans. Un estudi mostra que, a dosis molt altes, és un afrodisíac en rates mascles.